# Comuna Kula Norinska, Dubrovnik-Neretva
Kula Norinska este o comună în cantonul Dubrovnik-Neretva, Croația, având o populație de 1.748 de locuitori (2011).

## Demografie
Componența etnică a comunei Kula Norinska
     Croați (99,2%)
     Necunoscut (0,23%)
     Neclasificat (0,57%)
Componența confesională a comunei Kula Norinska
     Catolici (98,8%)
     Necunoscută (0,63%)
     Alte religii (0,57%)
Conform recensământului din 2011, comuna Kula Norinska avea 1.748 de locuitori. Din punct de vedere etnic, majoritatea locuitorilor (99,2%) erau croați. Apartenența etnică nu este cunoscută în cazul a 0,23% din locuitori. Din punct de vedere confesional, majoritatea locuitorilor (98,8%) erau catolici. Pentru 0,63% din locuitori nu este cunoscută apartenența confesională.